# Youngster Coast Challenge
Le Youngster Coast Challenge est une course cycliste belge créée en 2014. La course est créée en tant que course réservée aux amateurs. Depuis 2019, elle fait partie du circuit UCI Europe Tour dans la catégorie 1.2U et est donc réservé aux coureurs de la catégorie espoir (moins de 23 ans).
La course se déroule dans la province de Flandre occidentale en Belgique au mois de mars. 

## Palmarès
| Année                          | Vainqueur        | Deuxième          | Troisième           |
| ------------------------------ | ---------------- | ----------------- | ------------------- |
| 2014                           | Rob Leemans      | Joeri Calleeuw    | Benjamin Declercq   |
| 2015                           | Julien Kaise     | Stef Van Zummeren | Benjamin Declercq   |
| 2016                           | Bram Welten      | Christophe Noppe  | Jochen Deweer       |
| 2017                           | Franklin Six     | Reto Müller       | Charlie Arimont     |
| 2018                           | Sasha Weemaes    | Matthew Walls     | Thimo Willems       |
| 2019                           | Niklas Märkl     | Jarne Van de Paar | Alexander Salby     |
| 2020-2021 : pas de compétition |                  |                   |                     |
| 2022                           | Jensen Plowright | Paul Penhoët      | Davide Persico      |
| 2023                           | Warre Vangheluwe | Alec Segaert      | Gianluca Pollefliet |
| 2024                           | Niklas Behrens   | Ramses Debruyne   | Tim Torn Teutenberg |